# Coppa del Mondo di slittino 2021
La Coppa del Mondo di slittino 2020/2021 è stata la quarantaquattresima edizione del massimo circuito mondiale dello slittino, manifestazione organizzata annualmente dalla FIL; è iniziata il 28 novembre 2020 a Innsbruck in Austria e si è conclusa il 7 febbraio 2021 a Sankt Moritz in Svizzera. La stagione inizialmente avrebbe dovuto toccare tre diversi continenti con tappe che si sarebbero dovute tenere a Lake Placid negli Stati Uniti d'America, a Daegwallyeong in Corea del Sud e a Yanqing in Cina, con quest'ultima tappa che avrebbe svolto anche la funzione di test su quella che sarà la pista dove si svolgeranno i Giochi olimpici di Pechino 2022; a causa però delle problematiche relative al perdurare della pandemia di COVID-19 e le conseguenti misure di prevenzione applicate dai vari Stati, la Federazione ha deciso di annullare le tre tappe in questione e far gareggiare tutta la stagione in Europa, compreso il campionato mondiale inizialmente previsto a Whistler in Canada, disputando una seconda tappa sia a Innsbruck sia a Oberhof e concludendo la stagione a Sankt Moritz sulla pista naturale Olympia Bobrun St. Moritz–Celerina. Sono state disputate quarantadue gare: nove nel singolo donne, nel singolo uomini e nel doppio, tre per tipo nelle prove sprint e sei nelle gare a squadre in sette differenti località.
Nel corso della stagione si tennero anche i campionati mondiali di Schönau am Königssee in Germania, competizione non valida ai fini della Coppa del Mondo, mentre la tappa di Sigulda fu valida anche come campionato europeo 2021.
A partire da questa stagione, per quanto riguarda le discipline del singolo femminile, di quello maschile e del doppio, vennero assegnate sia le Coppe del Mondo generali, tenendo conto di tutte le gare disputate comprese quelle sprint, sia un'ulteriore Coppa di specialità, attribuita in base alla graduatoria comprendente soltanto le gare "classiche", che andò ad affiancare quella riservata alle gare sprint. Questi ultimi trofei furono di fatto delle coppe di cristallo leggermente più piccole di quelle generali.
Le coppe di cristallo generali, trofei conferiti ai vincitori del circuito, furono conquistate nel singolo femminile dalla tedesca Natalie Geisenberger e nel singolo maschile dal connazionale Felix Loch, rispettivamente all'ottavo e al settimo trionfo in carriera nella specialità individuale; la coppia austriaca formata da Thomas Steu e Lorenz Koller si aggiudicò invece la vittoria nel doppio, riportando un binomio austriaco al successo a nove anni di distanza dalla vittoria dei fratelli Andreas e Wolfgang Linger del 2011/12; la nazionale di slittino della Germania primeggiò invece nella classifica della gara a squadre per la quindicesima volta. Gli stessi Geisenberger, Loch e Steu/Koller conquistarono anche la Coppa di specialità relativa alle gare individuali "classiche", mentre i trofei sprint vennero vinti dall'altra tedesca Julia Taubitz nel singolo femminile, da Felix Loch e Kevin Fischnaller in quello maschile, i quali terminarono la stagione con il medesimo punteggio in classifica, mentre nel doppio sprint la vittoria andò sempre alla coppia Steu/Koller, assieme a Loch gli unici a essersi aggiudicati tutti e tre i trofei.

## Calendario
| Tappa  | Località             | Pista                              | Data                | Singolo  | Singolo  | Doppio   | Gare sprint | Gare sprint | Gare sprint | Gara a squadre |
| Tappa  | Località             | Pista                              | Data                | Donne    | Uomini   | Doppio   | Singolo d.  | Singolo u.  | Doppio      | Gara a squadre |
| ------ | -------------------- | ---------------------------------- | ------------------- | -------- | -------- | -------- | ----------- | ----------- | ----------- | -------------- |
| 1      | Innsbruck            | Olympia eiskanal Igls              | 28–29 novembre 2020 | ●        | ●        | ●        | ●           | ●           | ●           | ●              |
| 2      | Altenberg            | Eiskanal Altenberg                 | 5–6 dicembre 2020   | ●        | ●        | ●        |             |             |             | ●              |
| 3      | Oberhof              | Pista di Oberhof                   | 12-13 dicembre 2020 | ●        | ●        | ●        |             |             |             | ●              |
| 4      | Winterberg           | Eisarena Winterberg                | 19-20 dicembre 2020 | ●        | ●        | ●        | ●           | ●           | ●           |                |
| 5      | Schönau am Königssee | Eisarena Königssee                 | 2-3 gennaio 2021    | ●        | ●        | ●        |             |             |             | ●              |
| 6      | Sigulda              | Pista di Sigulda                   | 9-10 gennaio 2021   | ●        | ●        | ●        |             |             |             | ●              |
| 7      | Oberhof              | Pista di Oberhof                   | 16–17 gennaio 2021  | ●        | ●        | ●        |             |             |             |                |
| 8      | Innsbruck            | Olympia eiskanal Igls              | 23–24 gennaio 2021  | ●        | ●        | ●        | ●           | ●           | ●           |                |
| -      | Schönau am Königssee | Eisarena Königssee                 | 29–31 gennaio 2021  | Mondiali | Mondiali | Mondiali | Mondiali    | Mondiali    | Mondiali    | Mondiali       |
| 9      | Sankt Moritz         | Olympia Bobrun St. Moritz–Celerina | 5-7 febbraio 2021   | ●        | ●        | ●        |             |             |             | ●              |
| Totale | Totale               | Totale                             | Totale              | 9        | 9        | 9        | 3           | 3           | 3           | 6              |

|  | La tappa di Sigulda assegnerà anche il titolo europeo 2021. |

| Tappe cancellate | Tappe cancellate               | Tappe cancellate    | Tappe cancellate | Tappe cancellate | Tappe cancellate | Tappe cancellate | Tappe cancellate | Tappe cancellate | Tappe cancellate | Tappe cancellate               |
| Località         | Pista                          | Data prevista       | Singolo          | Singolo          | Doppio           | Gare sprint      | Gare sprint      | Gare sprint      | Gara a squadre   | sostituita da                  |
| Località         | Pista                          | Data prevista       | Donne            | Uomini           | Doppio           | Singolo d.       | Singolo u.       | Doppio           | Gara a squadre   | sostituita da                  |
| ---------------- | ------------------------------ | ------------------- | ---------------- | ---------------- | ---------------- | ---------------- | ---------------- | ---------------- | ---------------- | ------------------------------ |
| Lake Placid      | Pista del Monte Van Hoevenberg | 22–23 gennaio 2021  | ●                | ●                | ●                | ●                | ●                | ●                |                  | Oberhof (16-17 gennaio 2021)   |
| Yanqing          | National Sliding Centre        | 20–21 febbraio 2021 | ●                | ●                | ●                |                  |                  |                  | ●                | Sankt Moritz                   |
| Daegwallyeong    | Alpensia Sliding Centre        | 26–27 febbraio 2021 | ●                | ●                | ●                | ●                | ●                | ●                |                  | Innsbruck (23-24 gennaio 2021) |

## Risultati

### Singolo donne
| Data             | Località             | Nazione  | Tipo | Prima                         | Seconda                       | Terza                       |
| ---------------- | -------------------- | -------- | ---- | ----------------------------- | ----------------------------- | --------------------------- |
| 29 novembre 2020 | Innsbruck            | Austria  |      | Julia Taubitz Germania        | Natalie Geisenberger Germania | Dajana Eitberger Germania   |
| 29 novembre 2020 | Innsbruck            | Austria  | S    | Julia Taubitz Germania        | Natalie Geisenberger Germania | Dajana Eitberger Germania   |
| 5 dicembre 2020  | Altenberg            | Germania |      | Tat'jana Ivanova Russia       | Natalie Geisenberger Germania | Ekaterina Katnikova Russia  |
| 13 dicembre 2020 | Oberhof              | Germania |      | Dajana Eitberger Germania     | Natalie Geisenberger Germania | Kendija Aparjode Lettonia   |
| 19 dicembre 2020 | Winterberg           | Germania |      | Julia Taubitz Germania        | Natalie Geisenberger Germania | Elīza Tīruma Lettonia       |
| 20 dicembre 2020 | Winterberg           | Germania | S    | Julia Taubitz Germania        | Natalie Geisenberger Germania | Dajana Eitberger Germania   |
| 3 gennaio 2021   | Schönau am Königssee | Germania |      | Julia Taubitz Germania        | Natalie Geisenberger Germania | Madeleine Egle Austria      |
| 10 gennaio 2021  | Sigulda              | Lettonia |      | Tat'jana Ivanova Russia       | Natalie Geisenberger Germania | Viktorija Demčenko Russia   |
| 17 gennaio 2021  | Oberhof              | Germania |      | Natalie Geisenberger Germania | Madeleine Egle Austria        | Anna Berreiter Germania     |
| 24 gennaio 2021  | Innsbruck            | Austria  |      | Natalie Geisenberger Germania | Julia Taubitz Germania        | Summer Britcher Stati Uniti |
| 24 gennaio 2021  | Innsbruck            | Austria  | S    | Julia Taubitz Germania        | Natalie Geisenberger Germania | Dajana Eitberger Germania   |
| 7 febbraio 2021  | Sankt Moritz         | Svizzera |      | Elīna Ieva Vītola Lettonia    | Julia Taubitz Germania        | Natalie Maag Svizzera       |

### Singolo uomini
| Data             | Località             | Nazione  | Tipo | Primo                   | Secondo                  | Terzo                      |
| ---------------- | -------------------- | -------- | ---- | ----------------------- | ------------------------ | -------------------------- |
| 28 novembre 2020 | Innsbruck            | Austria  |      | Felix Loch Germania     | Johannes Ludwig Germania | Dominik Fischnaller Italia |
| 29 novembre 2020 | Innsbruck            | Austria  | S    | Felix Loch Germania     | David Gleirscher Austria | Jonas Müller Austria       |
| 6 dicembre 2020  | Altenberg            | Germania |      | Felix Loch Germania     | Max Langenhan Germania   | Kristers Aparjods Lettonia |
| 12 dicembre 2020 | Oberhof              | Germania |      | Felix Loch Germania     | Johannes Ludwig Germania | Jonas Müller Austria       |
| 20 dicembre 2020 | Winterberg           | Germania |      | Felix Loch Germania     | Nico Gleirscher Austria  | Dominik Fischnaller Italia |
| 20 dicembre 2020 | Winterberg           | Germania | S    | Max Langenhan Germania  | Kevin Fischnaller Italia | Dominik Fischnaller Italia |
| 2 gennaio 2021   | Schönau am Königssee | Germania |      | Felix Loch Germania     | Roman Repilov Russia     | Johannes Ludwig Germania   |
| 9 gennaio 2021   | Sigulda              | Lettonia |      | Felix Loch Germania     | Johannes Ludwig Germania | Dominik Fischnaller Italia |
| 16 gennaio 2021  | Oberhof              | Germania |      | Felix Loch Germania     | Jonas Müller Austria     | David Gleirscher Austria   |
| 23 gennaio 2021  | Innsbruck            | Austria  |      | Felix Loch Germania     | Semën Pavličenko Russia  | Johannes Ludwig Germania   |
| 24 gennaio 2021  | Innsbruck            | Austria  | S    | Semën Pavličenko Russia | Kevin Fischnaller Italia | Felix Loch Germania        |
| 6 febbraio 2021  | Sankt Moritz         | Svizzera |      | Nico Gleirscher Austria | Max Langenhan Germania   | Felix Loch Germania        |

### Doppio
| Data             | Località             | Nazione  | Tipo | Primi classificati                   | Secondi classificati                   | Terzi classificati                     |
| ---------------- | -------------------- | -------- | ---- | ------------------------------------ | -------------------------------------- | -------------------------------------- |
| 28 novembre 2020 | Innsbruck            | Austria  |      | Thomas Steu Lorenz Koller Austria    | Yannick Müller Armin Frauscher Austria | Toni Eggert Sascha Benecken Germania   |
| 29 novembre 2020 | Innsbruck            | Austria  | S    | Thomas Steu Lorenz Koller Austria    | Andris Šics Juris Šics Lettonia        | Ludwig Rieder Patrick Rastner Italia   |
| 5 dicembre 2020  | Altenberg            | Germania |      | Thomas Steu Lorenz Koller Austria    | Toni Eggert Sascha Benecken Germania   | Tobias Wendl Tobias Arlt Germania      |
| 12 dicembre 2020 | Oberhof              | Germania |      | Toni Eggert Sascha Benecken Germania | Thomas Steu Lorenz Koller Austria      | Yannick Müller Armin Frauscher Austria |
| 19 dicembre 2020 | Winterberg           | Germania |      | Tobias Wendl Tobias Arlt Germania    | Toni Eggert Sascha Benecken Germania   | Andris Šics Juris Šics Lettonia        |
| 20 dicembre 2020 | Winterberg           | Germania | S    | Toni Eggert Sascha Benecken Germania | Thomas Steu Lorenz Koller Austria      | Tobias Wendl Tobias Arlt Germania      |
| 2 gennaio 2021   | Schönau am Königssee | Germania |      | Toni Eggert Sascha Benecken Germania | Tobias Wendl Tobias Arlt Germania      | Thomas Steu Lorenz Koller Austria      |
| 9 gennaio 2021   | Sigulda              | Lettonia |      | Andris Šics Juris Šics Lettonia      | Tobias Wendl Tobias Arlt Germania      | Mārtiņš Bots Roberts Plūme Lettonia    |
| 16 gennaio 2021  | Oberhof              | Germania |      | Thomas Steu Lorenz Koller Austria    | Tobias Wendl Tobias Arlt Germania      | Andris Šics Juris Šics Lettonia        |
| 23 gennaio 2021  | Innsbruck            | Austria  |      | Ludwig Rieder Patrick Rastner Italia | Andris Šics Juris Šics Lettonia        | Thomas Steu Lorenz Koller Austria      |
| 24 gennaio 2021  | Innsbruck            | Austria  | S    | Andris Šics Juris Šics Lettonia      | Thomas Steu Lorenz Koller Austria      | Toni Eggert Sascha Benecken Germania   |
| 6 febbraio 2021  | Sankt Moritz         | Svizzera |      | Mārtiņš Bots Roberts Plūme Lettonia  | Andris Šics Juris Šics Lettonia        | Ludwig Rieder Patrick Rastner Italia   |

### Gara a squadre
| Data             | Località             | Nazione  | Prima classificata                                                             | Seconda classificata                                                            | Terza classificata                                                                   |
| ---------------- | -------------------- | -------- | ------------------------------------------------------------------------------ | ------------------------------------------------------------------------------- | ------------------------------------------------------------------------------------ |
| 29 novembre 2020 | Innsbruck            | Austria  | Germania Julia Taubitz Felix Loch Toni Eggert / Sascha Benecken                | Austria Madeleine Egle Jonas Müller Thomas Steu / Lorenz Koller                 | Russia Ekaterina Katnikova Semën Pavličenko Vsevolod Kaškin / Konstantin Koršunov    |
| 6 dicembre 2020  | Altenberg            | Germania | Italia Andrea Vötter Kevin Fischnaller Ludwig Rieder / Patrick Rastner         | Russia Tat'jana Ivanova Semën Pavličenko Aleksandr Denis'ev / Vladislav Antonov | Lettonia Kendija Aparjode Kristers Aparjods Andris Šics / Juris Šics                 |
| 13 dicembre 2020 | Oberhof              | Germania | Germania Dajana Eitberger Felix Loch Toni Eggert / Sascha Benecken             | Austria Madeleine Egle Jonas Müller Thomas Steu / Lorenz Koller                 | Polonia Klaudia Domaradzka Mateusz Sochowicz Wojciech Chmielewski / Jakub Kowalewski |
| 3 gennaio 2021   | Schönau am Königssee | Germania | Austria Madeleine Egle Nico Gleirscher Thomas Steu / Lorenz Koller             | Germania Julia Taubitz Felix Loch Toni Eggert / Sascha Benecken                 | Russia Viktorija Demčenko Roman Repilov Vsevolod Kaškin / Konstantin Koršunov        |
| 10 gennaio 2021  | Sigulda              | Lettonia | Russia Tat'jana Ivanova Semën Pavličenko Vsevolod Kaškin / Konstantin Koršunov | Lettonia Elīza Tīruma Artūrs Dārznieks Andris Šics / Juris Šics                 | Germania Natalie Geisenberger Felix Loch Tobias Wendl / Tobias Arlt                  |
| 7 febbraio 2021  | Sankt Moritz         | Svizzera | gara cancellata per troppa neve.                                               | gara cancellata per troppa neve.                                                | gara cancellata per troppa neve.                                                     |

## Classifiche generali
Il sistema di punteggio è rimasto invariato rispetto alla precedente stagione:
| Piazzamento | 1   | 2  | 3  | 4  | 5  | 6  | 7  | 8  | 9  | 10 | 11 | 12 | 13 | 14 | 15 | 16 | 17 | 18 | 19 | 20 | 21 | 22 | 23 | 24 | 25 | 26 | 27 | 28 | 29 | 30 | 31 | 32 | 33 | 34 | 35 | 36 | 37 | 38 | 39 | 40+ |
| Punti       | 100 | 85 | 70 | 60 | 55 | 50 | 46 | 42 | 39 | 36 | 34 | 32 | 30 | 28 | 26 | 25 | 24 | 23 | 22 | 21 | 20 | 19 | 18 | 17 | 16 | 15 | 14 | 13 | 12 | 11 | 10 | 9  | 8  | 7  | 6  | 5  | 4  | 3  | 2  | 1   |

### Generale singolo femminile
| Pos. | Nome                 | Nazione  | INN-1 | INN-1 (S) | ALT | OBE-1 | WIN | WIN (S) | KÖN | SIG | OBE-2 | INN-2 | INN-2 (S) | STM | Punti |
| ---- | -------------------- | -------- | ----- | --------- | --- | ----- | --- | ------- | --- | --- | ----- | ----- | --------- | --- | ----- |
| 1    | Natalie Geisenberger | Germania | 2     | 2         | 2   | 2     | 2   | 2       | 2   | 2   | 1     | 1     | 2         | 13  | 995   |
| 2    | Julia Taubitz        | Germania | 1     | 1         | 5   | 10    | 1   | 1       | 1   | 4   | 5     | 2     | 1         | 2   | 976   |
| 3    | Dajana Eitberger     | Germania | 3     | 3         | 6   | 1     | 13  | 3       | 5   | 11  | 11    | 5     | 3         | 4   | 698   |
| 4    | Madeleine Egle       | Austria  | 5     | 6         | 4   | 4     | 4   | 8       | 3   | 9   | 2     | 6     | 5         | 19  | 648   |
| 5    | Tat'jana Ivanova     | Russia   | 20    | -         | 1   | 5     | 7   | 4       | 7   | 1   | 4     | 10    | 9         | 25  | 579   |
| 6    | Elīza Tīruma         | Lettonia | 12    | 4         | 8   | 6     | 3   | 6       | 11  | 6   | 12    | 13    | 10        | 9   | 525   |
| 7    | Ekaterina Katnikova  | Russia   | 4     | 7         | 3   | 17    | 6   | 10      | 12  | 8   | 18    | 4     | 6         | 22  | 512   |
| 8    | Andrea Vötter        | Italia   | 9     | 9         | 9   | 11    | 5   | 11      | 8   | 13  | 8     | 7     | 11        | 17  | 458   |
| 9    | Kendija Aparjode     | Lettonia | 11    | 10        | 7   | 3     | 12  | 7       | 9   | DNF | 14    | 14    | 15        | 6   | 447   |
| 10   | Viktorija Demčenko   | Russia   | 8     | 15        | DNS | 7     | 24  | -       | 6   | 3   | 6     | 9     | 14        | 23  | 398   |

### Generale singolo maschile
| Pos. | Nome                | Nazione  | INN-1 | INN-1 (S) | ALT | OBE-1 | WIN | WIN (S) | KÖN | SIG | OBE-2 | INN-2 | INN-2 (S) | STM | Punti |
| ---- | ------------------- | -------- | ----- | --------- | --- | ----- | --- | ------- | --- | --- | ----- | ----- | --------- | --- | ----- |
| 1    | Felix Loch          | Germania | 1     | 1         | 1   | 1     | 1   | 5       | 1   | 1   | 1     | 1     | 3         | 3   | 1095  |
| 2    | Johannes Ludwig     | Germania | 2     | 6         | 11  | 2     | 6   | 7       | 3   | 2   | 4     | 3     | 9         | 8   | 716   |
| 3    | Semën Pavličenko    | Russia   | 9     | 7         | 4   | 4     | 7   | 4       | 5   | 5   | 8     | 2     | 1         | 16  | 673   |
| 4    | Max Langenhan       | Germania | 15    | 11        | 2   | 9     | 11  | 1       | 7   | 10  | 5     | 8     | 5         | 2   | 637   |
| 5    | Dominik Fischnaller | Italia   | 3     | 4         | 9   | 6     | 3   | 3       | 12  | 3   | 10    | 6     | 6         | 15  | 623   |
| 6    | Nico Gleirscher     | Austria  | 6     | 12        | 15  | 7     | 2   | 8       | 4   | 8   | 17    | 5     | 10        | 1   | 598   |
| 7    | Kevin Fischnaller   | Italia   | 7     | 5         | 12  | 11    | 5   | 2       | 9   | 16  | 11    | 7     | 2         | 13  | 566   |
| 8    | Roman Repilov       | Russia   | 10    | 15        | 5   | 5     | 12  | 10      | 2   | 7   | 6     | 11    | 7         | 5   | 556   |
| 9    | David Gleirscher    | Austria  | 4     | 2         | 14  | 8     | 9   | 9       | DNF | DSQ | 3     | 4     | 4         | 32  | 500   |
| 10   | Jonas Müller        | Austria  | 5     | 3         | 26  | 3     | 4   | 12      | 6   | DNF | 2     | DNF   | -         | 19  | 475   |

### Generale doppio
| Pos. | Nome                               | Nazione  | INN-1 | INN-1 (S) | ALT | OBE-1 | WIN | WIN (S) | KÖN | SIG | OBE-2 | INN-2 | INN-2 (S) | STM | Punti |
| ---- | ---------------------------------- | -------- | ----- | --------- | --- | ----- | --- | ------- | --- | --- | ----- | ----- | --------- | --- | ----- |
| 1    | Thomas Steu Lorenz Koller          | Austria  | 1     | 1         | 1   | 2     | 7   | 2       | 3   | 5   | 1     | 3     | 2         | 7   | 942   |
| 2    | Andris Šics Juris Šics             | Lettonia | 14    | 2         | 4   | 6     | 3   | 7       | 5   | 1   | 3     | 2     | 1         | 2   | 834   |
| 3    | Toni Eggert Sascha Benecken        | Germania | 3     | 15        | 2   | 1     | 2   | 1       | 1   | 22  | 4     | 5     | 3         | 4   | 830   |
| 4    | Tobias Wendl Tobias Arlt           | Germania | 4     | 5         | 3   | 18    | 1   | 3       | 2   | 2   | 2     | 9     | 7         | 5   | 773   |
| 5    | Ludwig Rieder Patrick Rastner      | Italia   | 5     | 3         | 5   | 4     | 6   | 5       | 10  | 7   | 5     | 1     | 5         | 3   | 707   |
| 6    | Yannick Müller Armin Frauscher     | Austria  | 2     | 7         | 6   | 3     | 14  | 10      | 4   | 9   | 6     | 8     | 8         | 15  | 574   |
| 7    | Emanuel Rieder Simon Kainzwaldner  | Italia   | 6     | 4         | 12  | 5     | 8   | 6       | 7   | 11  | 11    | 6     | 10        | 8   | 541   |
| 8    | Mārtiņš Bots Roberts Plūme         | Lettonia | 8     | 13        | 14  | 9     | 15  | 9       | -   | 3   | 12    | 4     | 6         | 1   | 516   |
| 9    | Ivan Nagler Fabian Malleier        | Italia   | 7     | 10        | 10  | 7     | 10  | 8       | 8   | 13  | 9     | 7     | 11        | 6   | 483   |
| 10   | Oskars Gudramovičs Pēteris Kalniņš | Lettonia | 12    | 9         | 8   | 19    | 4   | 14      | 12  | 6   | 8     | 10    | 4         | 10  | 479   |

### Gara a squadre
| Pos. | Nazione       | INN | ALT | OBE | KÖN | SIG | STM | Punti |
| ---- | ------------- | --- | --- | --- | --- | --- | --- | ----- |
| 1    | Germania      | 1   | 4   | 1   | 2   | 3   | C   | 415   |
| 2    | Russia        | 3   | 2   | 6   | 3   | 1   | C   | 375   |
| 3    | Lettonia      | 4   | 3   | 5   | 4   | 2   | C   | 330   |
| 4    | Austria       | 2   | 5   | 2   | 1   | DSQ | C   | 325   |
| 5    | Italia        | DSQ | 1   | 4   | 5   | 4   | C   | 275   |
| 6    | Ucraina       | 6   | 6   | 9   | 10  | 6   | C   | 225   |
| 7    | Polonia       | -   | 8   | 3   | 7   | 7   | C   | 204   |
| 8    | Slovacchia    | 5   | 7   | 7   | DNF | 5   | C   | 202   |
| 9    | Corea del Sud | 8   | 9   | 8   | 9   | DNF | C   | 162   |
| 10   | Romania       | 7   | -   | -   | 11  | -   | C   | 80    |

## Classifiche di specialità
A partire da questa stagione verranno stilate anche le classifiche per singola specialità, separando le gare classiche (singolo femminile, maschile e doppio) da quelle sprint.

### Singolo femminile
| Pos. | Nome                 | Nazione  | INN-1 | ALT | OBE-1 | WIN | KÖN | SIG | OBE-2 | INN-2 | STM | Punti |
| ---- | -------------------- | -------- | ----- | --- | ----- | --- | --- | --- | ----- | ----- | --- | ----- |
| 1    | Natalie Geisenberger | Germania | 2     | 2   | 2     | 2   | 2   | 2   | 1     | 1     | 13  | 740   |
| 2    | Julia Taubitz        | Germania | 1     | 5   | 10    | 1   | 1   | 4   | 5     | 2     | 2   | 676   |
| 3    | Madeleine Egle       | Austria  | 5     | 4   | 4     | 4   | 3   | 9   | 2     | 6     | 19  | 501   |
| 4    | Dajana Eitberger     | Germania | 3     | 6   | 1     | 13  | 5   | 11  | 11    | 5     | 4   | 488   |
| 5    | Tatjana Ivanova      | Russia   | 20    | 1   | 5     | 7   | 7   | 1   | 4     | 10    | 25  | 480   |

### Singolo maschile
| Pos. | Nome             | Nazione  | INN-1 | ALT | OBE-1 | WIN | KÖN | SIG | OBE-2 | INN-2 | STM | Punti |
| ---- | ---------------- | -------- | ----- | --- | ----- | --- | --- | --- | ----- | ----- | --- | ----- |
| 1    | Felix Loch       | Germania | 1     | 1   | 1     | 1   | 1   | 1   | 1     | 1     | 3   | 870   |
| 2    | Johannes Ludwig  | Germania | 2     | 11  | 2     | 6   | 3   | 2   | 4     | 3     | 8   | 581   |
| 3    | Nico Gleirscher  | Austria  | 6     | 15  | 7     | 2   | 4   | 8   | 17    | 5     | 1   | 488   |
| 4    | Semën Pavličenko | Russia   | 9     | 4   | 4     | 7   | 5   | 5   | 8     | 2     | 16  | 467   |
| 5    | Roman Repilov    | Russia   | 10    | 5   | 5     | 12  | 2   | 7   | 6     | 11    | 5   | 448   |

### Doppio
| Pos. | Nome                          | Nazione  | INN-1 | ALT | OBE-1 | WIN | KÖN | SIG | OBE-2 | INN-2 | STM | Punti |
| ---- | ----------------------------- | -------- | ----- | --- | ----- | --- | --- | --- | ----- | ----- | --- | ----- |
| 1    | Thomas Steu Lorenz Koller     | Austria  | 1     | 1   | 2     | 7   | 3   | 5   | 1     | 3     | 7   | 672   |
| 2    | Toni Eggert Sascha Benecken   | Germania | 3     | 2   | 1     | 2   | 1   | 22  | 4     | 5     | 4   | 634   |
| 3    | Andris Šics Juris Šics        | Lettonia | 14    | 4   | 6     | 3   | 5   | 1   | 3     | 2     | 2   | 603   |
| 4    | Tobias Wendl Tobias Arlt      | Germania | 4     | 3   | 18    | 1   | 2   | 2   | 2     | 9     | 5   | 602   |
| 5    | Ludwig Rieder Patrick Rastner | Italia   | 5     | 5   | 4     | 6   | 10  | 7   | 5     | 1     | 3   | 527   |

### Sprint singolo femminile
| Pos. | Nome                 | Nazione  | INN-1 | WIN | INN-2 | Punti |
| ---- | -------------------- | -------- | ----- | --- | ----- | ----- |
| 1    | Julia Taubitz        | Germania | 1     | 1   | 1     | 300   |
| 2    | Natalie Geisenberger | Germania | 2     | 2   | 2     | 255   |
| 3    | Dajana Eitberger     | Germania | 3     | 3   | 3     | 210   |
| 4    | Madeleine Egle       | Austria  | 6     | 8   | 5     | 147   |
| 5    | Elīza Tīruma         | Lettonia | 4     | 6   | 10    | 146   |

### Sprint singolo maschile
| Pos. | Nome              | Nazione  | INN-1 | WIN | INN-2 | Punti |
| ---- | ----------------- | -------- | ----- | --- | ----- | ----- |
| 1    | Kevin Fischnaller | Italia   | 5     | 2   | 2     | 225   |
| 1    | Felix Loch        | Germania | 1     | 5   | 3     | 225   |
| 3    | Semën Pavličenko  | Russia   | 7     | 4   | 1     | 206   |
| 4    | Max Langenhan     | Germania | 11    | 1   | 5     | 189   |
| 5    | David Gleirscher  | Austria  | 2     | 9   | 4     | 184   |

### Sprint doppio
| Pos. | Nome                          | Nazione  | INN-1 | WIN | INN-2 | Punti |
| ---- | ----------------------------- | -------- | ----- | --- | ----- | ----- |
| 1    | Thomas Steu Lorenz Koller     | Austria  | 1     | 2   | 2     | 270   |
| 2    | Andris Šics Juris Šics        | Lettonia | 2     | 7   | 1     | 231   |
| 3    | Toni Eggert Sascha Benecken   | Germania | 15    | 1   | 3     | 196   |
| 4    | Ludwig Rieder Patrick Rastner | Italia   | 3     | 5   | 5     | 180   |
| 5    | Tobias Wendl Tobias Arlt      | Germania | 5     | 3   | 7     | 171   |